# 韩尚义
韩尚义（1917年—1998年），男，浙江上虞人，中国电影美术家、版画家、漫画家，曾任中国电影家协会理事。